# (12534) Janhoet
(12534) Janhoet (1998 LB3) – planetoida z pasa głównego asteroid okrążająca Słońce w ciągu 4,44 lat w średniej odległości 2,7 j.a. Odkryta 1 czerwca 1998 roku.